# Lanius dorsalis
Il Lanius dorsalis Cabanis, 1878) è un uccello passeriforme della famiglia Laniidae. Si trova nell'Africa orientale dal sud-est del Sud Sudan, dell'Etiopia meridionale e della Somalia occidentale fino alla Tanzania nord-orientale.